# Mikołajówek (województwo wielkopolskie)
Mikołajówek – wieś w Polsce położona w województwie wielkopolskim, w powiecie kolskim, w gminie Koło.
W latach 1975–1998 miejscowość administracyjnie należała do województwa konińskiego.

## Informacje ogólne
Miejscowość leży 4 km na północ od Koła, na wschód od drogi wojewódzkiej nr 270 do Włocławka, przy lokalnej drodze do Grzegorzewa.